# Triepeolus blaisdelli
Triepeolus blaisdelli är en biart som beskrevs av Cockerell och Sandhouse 1924. Triepeolus blaisdelli ingår i släktet Triepeolus och familjen långtungebin. Inga underarter finns listade i Catalogue of Life.